# Cyphostemma phyllomicron
Cyphostemma phyllomicron är en vinväxtart som först beskrevs av Emilio Chiovenda, och fick sitt nu gällande namn av Descoings. Cyphostemma phyllomicron ingår i släktet Cyphostemma och familjen vinväxter. Inga underarter finns listade i Catalogue of Life.